# NGC 3667
NGC 3667 é uma galáxia espiral (Sab) localizada na direcção da constelação de Crater. Possui uma declinação de -13° 51' 24" e uma ascensão recta de 11 horas, 24 minutos e 16,9 segundos.
A galáxia NGC 3667 foi descoberta em 27 de Março de 1786 por William Herschel.